# 頂坡角上的家
《頂坡角上的家》，是一部以描寫林葉師姊及樂生療養院真實人生電視劇，由林雨宣、陳德烈、李天柱、謝瓊煖、周辰達、方宥心、兵家綺、阿龐、馬國賢、林永旭主演，於2014年6月26日在大愛電視台20:00首播。中天娛樂台於2014年6月26日21:00播出。
在2015年9月10日晚間舉行頒獎典禮的 2015年首爾國際戲劇獎（Seoul International Drama Awards），《頂坡角上的家》榮獲「評審團特別獎」，這是台灣電視劇首次獲得這項殊榮。

## 播出時間
以下時間以當地時間（台灣時間）為準

### 首播
| 片名         | 頻道       | 播放日期      | 播放時間                  |
| ------------ | ---------- | ------------- | ------------------------- |
| 頂坡角上的家 | 大愛電視台 | 2014年6月26日 | 20:00-20:49播出（無廣告） |
| 頂坡角上的家 | 大愛海外台 | 2014年6月26日 | 20:00-21:00播出（含廣告） |
| 頂坡角上的家 | 中天娛樂台 | 2014年6月26日 | 21:00-22:00播出（含廣告） |

### 重播
| 片名         | 頻道       | 播放日期      | 播放時間                  |
| ------------ | ---------- | ------------- | ------------------------- |
| 頂坡角上的家 | 大愛電視台 | 2014年6月27日 | 23:30-00:19播出（無廣告） |
| 頂坡角上的家 | 大愛電視台 | 2014年6月27日 | 03:00-03:49播出（無廣告） |
| 頂坡角上的家 | 大愛電視台 | 2014年6月27日 | 16:00-16:49播出（無廣告） |
| 頂坡角上的家 | 大愛海外台 | 2014年6月27日 | 02:00-03:00播出（含廣告） |
| 頂坡角上的家 | 大愛海外台 | 2014年6月27日 | 09:00-09:49播出（無廣告） |
| 頂坡角上的家 | 大愛海外台 | 2014年6月27日 | 11:00-12:00播出（含廣告） |
| 頂坡角上的家 | 中天娛樂台 | 2014年6月27日 | 11:00-12:00播出（含廣告） |
| 頂坡角上的家 | 大愛電視台 | 2020年10月9日 | 20:00-20:49播出（無廣告） |

### 大愛會客室

#### 首播
| 片名       | 頻道       | 播放日期     | 播放時間        |
| ---------- | ---------- | ------------ | --------------- |
| 大愛會客室 | 大愛海外台 | 2014年4月8日 | 21:00-21:11播出 |
| 大愛會客室 | 大愛電視台 | 2014年4月8日 | 00:19-00:30播出 |
| 大愛會客室 | 大愛海外台 | 2014年4月8日 | 09:49-10:00播出 |

#### 重播
| 片名       | 頻道       | 播放日期      | 播放時間        |
| ---------- | ---------- | ------------- | --------------- |
| 大愛會客室 | 大愛電視台 | 2014年5月18日 | 03:49-04:00播出 |
| 大愛會客室 | 大愛海外台 | 2014年5月18日 | 09:49-10:00播出 |
| 大愛會客室 | 大愛電視台 | 2014年5月18日 | 16:49-17:00播出 |

## 演員列表

### 主要演員
| 演員   | 角色     | 介紹 |
| 謝瓊煖 | 林 葉    | 中(老)年林葉，林家長男之女，個性靦腆，卻異常堅韌，樂於助人；唯獨對繼母的嚴苛與父親的軟弱，一直無法釋懷。直到接觸了慈濟，心結才得以放下。她以歌聲和風趣的分享，成為《樂生》最具代表性的慈濟人物之一。                                    |
| 林雨宣 | 林 葉    | 少年林葉，本劇女主角，繼母入門後，林葉知道自己無法繼續與家人共處，自願進入「樂生院」，當時林葉才十六歲。 |
| 鄭伃庭 | 林 葉    | 童年林葉，在家幫忙阿公阿嬤阿爸做家事、做田裡的工作還有效法連家的小孩去「跑單幫」(走私)。 |
| 鄧筠庭 | 林 葉    | 幼年林葉，因生母早逝，從小就跟阿媽學習做所有的家事，卻不幸在六歲染上痲瘋，無法到學校讀書。 |
| 林鴻翔 | 張瑞祥   | 中(老)年瑞祥，院內許多植栽與花圃皆出自其手，後與林葉共同生活，幫助了許多北上打拚的親友，也幫忙照顧他們的孩子。 |
| 陳德烈 | 張瑞祥   | 少年瑞祥，出生台南，本劇男主角，個性內斂沉穩，人緣極佳。因為是家中長子，入院後並沒有放棄照顧家裡的責任，反而更積極地投入工作，甚至影響許多病友動起來，找回活著的尊嚴。                                                                  |
| 李天柱 | 金義楨   | 中(老)年義楨，後成立學佛會，成為蓮友們的領導者之一，對於院內的老弱殘疾者，貢獻甚巨。而與妻子和對岸的親人分隔兩地，則是他心頭永遠的痛。                                                                                                  |
| 阿龐   | 金義楨   | 少年義楨，江蘇省常州人，學識謀略皆優，寫得一手好字，二十六歲即官拜少校。剛進樂生時，認為治癒後就可回去，甚至反攻大陸；後漸漸認知此生無望，遂縱情於賭博酗酒。直到瑞祥介紹他去講佛經，領略佛法後就戒煙ˋ酒跟戒賭，專心研究經書裡面的道理。 |
| 林義雄 | 林父     | 老年林父，林葉父親，自從續弦後，逐漸與林葉疏離，後因不堪妻子施壓，默許了林葉進樂生的事。 |
| 馬國賢 | 林父     | 少年林父，個性軟弱，遇事不勇於承擔。 |
| 白明華 | 林葉繼母 | 老年林葉繼母 |
| 兵家綺 | 林葉繼母 | 少年林葉繼母，帶兩個兒子嫁進林家，嫁給林父才知道繼女林葉被感染到痲瘋病。 |

### 其他演員
| 演員   | 角色         | 介紹 |
| 周辰達 | 林桑         | 樂生療養院裡的福利社老闆，林葉、張瑞祥的老闆 |
| 鄭平君 | 林阿福       | 林葉的阿公，要求林父再取後室，沒想到取來的後室卻讓林葉的命運也跌入了谷底，後來獨自一人在家因為林葉的父親、伯母帶著小孩們搬離家，有時林葉的小叔叔會回家走走陪陪自己，告訴林葉父親、伯母、弟弟妹妹們都搬家了、但是爸爸還是會回來種田。               |
| 秋乃華 | 阿福嬸       | 林葉的阿媽，百般呵護從小失母的林葉，可以說是林家裡最疼愛林葉的人。即使得知孫女罹患痲瘋，仍堅持將她留在家中，不送往樂生，一方面也積極尋求醫治偏方。但在林葉阿媽因病往生後，林葉的命運也跌入了谷底。                                                 |
| 鄒守宏 | 張瑞林       | 張瑞祥的弟弟，張輝雄、張麗琴的爸爸 |
| 李飛   | 林義雄       | 成年的叔叔，林父的弟弟，林葉的小叔叔 |
| 陳昱丞 | 林義雄       | 少年的叔叔 |
| 宋宜芳 | 宋金緣       | 中(老)年金緣，是最早帶領學佛會友念佛的領導者，入院之後從未回過老家，圓寂前將家中留下的財產全數捐出，令人動容。 |
| 劉香君 | 宋金緣       | 少年金緣，家境十分優渥，是學過佛的千金小姐。讀過書，心思細膩，個性悲天憫人。 |
| 張倩   | 陳秋菊阿姨   | 來自澎湖的樂生院友，和林葉相遇之初，曾告訴林葉一個真實而殘酷的故事，讓林葉慶幸自己並不是天下最可憐無助的人。對人客氣有禮，說話聲色柔和，是開啟林葉認識佛教的人。但最終不敵病魔，在院內病逝。                                                       |
| 楊閔   | 阿枝         | 和阿雲一樣，同為林葉室友，一個來自南部、熱心單純的女孩。因稍長林葉數歲，像個大姊姊般帶著林葉走出哀痛和恐懼，適應樂生的生活。 |
| 李竹琴 | 阿枝         | 老年阿枝 |
| 王云   | 阿雲         | 中(老)年阿雲 |
| 方宥心 | 阿雲         | 林葉的室友，個性活潑、愛漂亮，對愛情既期待、又怕受傷害。面對院友明雄共組家庭的期待，先是黯然拒絕，後因院友秋菊阿姨往生前的鼓勵，遂與明雄共結連理。在林葉協助下，把無法生活在樂生院內的孩子託給林葉嬸嬸代為照顧。和林葉、阿枝始終維持著深厚的情誼。 |
| 劉濟民 | 明雄         | 林葉的院友，面對院友阿雲共組家庭的期待，先是黯然拒絕，後因院友秋菊阿姨往生前的鼓勵，遂與阿雲共結連理。 |
| 葉文豪 | 王祥         | 外省軍籍院友，以隱身於樂生的情報人員身分出現，因精通台語，遂與阿猴建立起深厚情誼。後因室友排擠，加上所謂情報員的謊言被戳破，過量服用特效藥DDS（Diamino-Diphenyl-Sulfone），最終不堪藥物副作用的痛苦自殺身亡，這是當年樂生自殺潮的一個縮影。        |
| 林永旭 | 阿猴         | 一個十三、四歲的孩子，樂觀活潑又單純，平常靠著養雞和幫大家跑腿賺取費用，和院友們建立起深厚的情誼，是個甘草人物。後因特效藥DDS（Diamino-Diphenyl-Sulfone）削減了他體內的痲瘋桿菌，成為第一個獲准出院的幸運兒。                                      |
| 古家毓 | 妹妹         | 林葉的妹妹，林父、伯母所生的女兒 |
|        | 阿水嬸       | 阿福嬸的鄰居 |
| 彭義   | 邱阿伯       | 樂生的院患之一，阿枝、阿雲、秋菊、明雄、林葉的院友 |
| 賀頻阿 | 玉梅         | 林葉二嬸 |
| 趙柏翰 | 張輝雄       | |
| 黃振尉 | 張輝雄       | |
| 賴芊合 | 張麗琴       | 張瑞祥的姪女，與林葉情同母女。婚姻生活坎坷，卻始終堅毅面對，承襲了林葉某些部分的處世態度。 |
| 高允漢 | 黃明輝       | |
| 曾允柔 | 黃筱芸       | |
| 邱任庭 | 黃豐裕       | 筱芸的弟弟。 |
| 王韻婷 | 葉玉鳳       | |
| 余政鴻 | 丁大原       | |
| 洪喻蕎 | 陳惠         | |
| 胡濤   | 阿乙         | 軍籍院友 |
| 翁國豪 | 阿林         | |
| 李慧娟 | 護士         | |
| 陳泰中 | 捐贈錢的人丫 | |

### 大愛會客室名單
| 集數   | 日期          | 來賓                   |
| 第1集  | 2014年6月26日 | 臧蕙年、吳思達、鄧沛雯 |
| 第2集  | 2014年6月27日 | 林乃華、鄧沛雯         |
| 第3集  | 2014年6月28日 | 鄭伃庭、吳思達         |
| 第4集  | 2014年6月29日 | 鄭伃庭、林乃華         |
| 第5集  | 2014年6月30日 | 林雨宣、鄧沛雯         |
| 第6集  | 2014年7月1日  | 林雨宣、黃克義         |
| 第7集  | 2014年7月2日  | 楊閔、方宥心           |
| 第8集  | 2014年7月3日  | 許菁晏、吳思達、張倩   |
| 第9集  | 2014年7月4日  | 張倩、鄧沛雯           |
| 第10集 | 2014年7月5日  | 方宥心、劉濟民、吳思達 |
| 第11集 | 2014年7月6日  | 張倩、方宥心、劉濟民   |
| 第12集 | 2014年7月7日  | 林雨宣、陳德烈         |
| 第13集 | 2014年7月8日  | 陳德烈、阿龐           |
| 第14集 | 2014年7月9日  | 林雨宣、楊閔、黃克義   |
| 第15集 | 2014年7月10日 | 陳德烈、阿龐           |
| 第16集 | 2014年7月11日 | 阿龐、林雨宣           |
| 第17集 | 2014年7月12日 | 陳德烈、林雨宣         |
| 第18集 | 2014年7月13日 | 劉香君、林雨宣         |
| 第19集 | 2014年7月14日 | 林雨宣、劉香君、阿龐   |
| 第20集 | 2014年7月15日 | 林雨宣、方宥心、楊閔   |
| 第21集 | 2014年7月16日 | 黃克義、鄧沛雯、林雨宣 |
| 第22集 | 2014年7月17日 | 陳德烈                 |
| 第23集 | 2014年7月18日 | 張麗琴、張輝雄         |
| 第24集 | 2014年7月19日 | 陳德烈、張瓊齡         |
| 第25集 | 2014年7月20日 | 陳德烈、張瓊齡         |
| 第26集 | 2014年7月21日 | 黃克義、許應宏         |
| 第27集 | 2014年7月22日 | 李天柱、張瓊齡、陳美羿 |
| 第28集 | 2014年7月23日 | 李天柱、陳美羿         |
| 第29集 | 2014年7月24日 | 林鴻翔、謝瓊煖、賴芊合 |
| 第30集 | 2014年7月25日 | 林鴻翔、謝瓊煖、賴芊合 |
| 第31集 | 2014年7月26日 | 謝瓊煖、賴芊合         |
| 第32集 | 2014年7月27日 | 謝瓊煖、陳美羿         |
| 第33集 | 2014年7月28日 | 謝瓊煖、賴芊合         |
| 第34集 | 2014年7月29日 | 謝瓊煖、張瓊齡         |
| 第35集 | 2014年7月30日 | 李天柱、張瓊齡         |
| 第36集 | 2014年7月31日 | 賴芊合                 |
| 第37集 | 2014年8月1日  | 張輝雄、李天柱         |
| 第38集 | 2014年8月2日  | 張輝雄、葉玉鳳、張麗琴 |
| 第39集 | 2014年8月3日  | 賴芊合、李天柱         |
| 第40集 | 2014年8月4日  | 張輝雄、張麗琴、賴慧貞 |

## 戲中歌曲
| 曲別   | 歌名   | 演唱者 | 作詞   | 作曲   | 編曲   | 製作人 | 合聲           |
| 片頭曲 | 印記   | 林雨宣 | 吳嘉祥 | 吳嘉祥 | 吳嘉祥 | 吳嘉祥 |                |
| 片尾曲 | 別怕風 | 謝文德 | 十方   | 巫雨白 | 戴維雄 | 曹俊鴻 | 蕭蔓萱、巫雨白 |

## 製作團隊
- 監製：臧蕙年
- 製作人：吳思達
- 編劇：鄧沛雯、林佳慧、陳莉莉
- 導演：黃克義
- 顧問：林葉、樂生療養院
- 特化總監：許菁晏

## 外部連結
- 大愛劇場官方Facebook （页面存档备份，存于）

| 大愛電視台 週一至週日 20:00-20:49           | 大愛電視台 週一至週日 20:00-20:49            | 大愛電視台 週一至週日 20:00-20:49 |
| ------------------------------------------- | -------------------------------------------- | --------------------------------- |
|                                             | 頂坡角上的家 （2014年6月26日－2014年8月4日） |                                   |
| 幸福魔法師 （2014年5月17日－2014年6月25日） | 情牽萬里 （2014年8月5日－2014年9月13日）     |                                   |

| 中天娛樂台 週一至週日 21:00-22:00           | 中天娛樂台 週一至週日 21:00-22:00            | 中天娛樂台 週一至週日 21:00-22:00 |
| ------------------------------------------- | -------------------------------------------- | --------------------------------- |
|                                             | 頂坡角上的家 （2014年6月26日－2014年8月4日） |                                   |
| 幸福魔法師 （2014年5月17日－2014年6月25日） | 情牽萬里 （2014年8月5日－2014年9月13日）     |                                   |

| 大愛電視台二台 大愛好戲成雙 周一至周五 18:00~19:30 | 大愛電視台二台 大愛好戲成雙 周一至周五 18:00~19:30 | 大愛電視台二台 大愛好戲成雙 周一至周五 18:00~19:30 |
| -------------------------------------------------- | -------------------------------------------------- | -------------------------------------------------- |
|                                                    | 頂坡角上的家 2016年7月4日－2016年7月23日           |                                                    |
| -                                                  | 我愛美金 2016年7月24日－2016年8月12日              |                                                    |